# نیهون اودای ایچیران

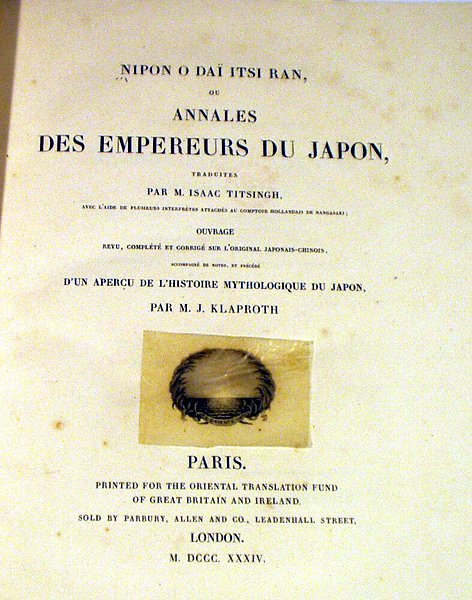
نیهون اودای ایچیران، صفحه عنوان ترجمه فرانسوی ۱۸۳۴

نیهون اودای ایچیران (به ژاپنی: 日本王代一覧, Nihon Ōdai Ichiran)، وقایع‌نگاری قرن هفدهمی از سلطنت سلسله امپراتوران ژاپن با یادداشت‌های کوتاه در مورد برخی از رویدادهای قابل توجه یا اتفاقات دیگر است. طبق نسخه 1871 دایره‌المعارف آمریکایی، ترجمه فرانسوی نیهون اودای ایچیران در سال 1834 یکی از معدود کتاب‌های موجود در مورد ژاپن در جهان غرب بود.